# Opuntia spraguei
Opuntia spraguei ist eine Pflanzenart in der Gattung der Opuntien (Opuntia) aus der Familie der Kakteengewächse (Cactaceae). Das Artepitheton spraguei ehrt den britischen Botaniker Thomas Archibald Sprague.

## Beschreibung
Opuntia spraguei wächst baumförmig und erreicht Wuchshöhen von 2 bis 3 Metern. Es wird ein auffälliger kurzer bedornter Stamm ausgebildet. Die dunkelgrünen, flaumigen, länglichen Triebabschnitte sind bis zu 14 Zentimeter lang und 7 bis 11 Zentimeter breit. Sie sind oft doppelt so lang wie breit und tragen konische, grüne bis zu 5 Millimeter lange Blattrudimente mit rötlicher Spitze. Die Areolen sind weiß, die Glochiden grünlich gelb. Dornen sind nicht vorhanden.
Die gelben Blüten erreichen eine Länge von bis zu 6 Zentimetern. Die Früchte sind rot.

## Verbreitung und Systematik
Opuntia spraguei ist im mexikanischen Bundesstaat Sinaloa entlang der Küste verbreitet.
Die Erstbeschreibung durch Jesús González Ortega wurde 1929 veröffentlicht.

## Nachweise